# Ludwik Gondek
Ludwik Gondek (ur. 15 sierpnia 1896, zm. 1 września 1939 w Zbąszyniu) – żołnierz armii rosyjskiej i plutonowy Wojska Polskiego, uczestnik I wojny światowej, wojny polsko-bolszewickiej i kampanii wrześniowej. Kawaler Orderu Virtuti Militari.

## Życiorys
Urodził się w rodzinie Józefa i Agnieszki z d. Ślęzak. Absolwent szkoły powszechnej. Wcielony do armii rosyjskiej w maju 1915. Od marca 1917 w I Korpusie Polskim jako żołnierz 3 pułku strzelców, aż do momentu jego rozwiązania. Od 1 listopada 1918 w odrodzonym Wojsku Polskim, żołnierz 25 pułku piechoty, z którym walczył na froncie wojny polsko-bolszewickiej. 
Szczególnie odznaczył się m.in. 2 czerwca 1920 w walce pod wsią Kożanki, kiedy „wziął lekki karabin maszynowy, którego obsługa został rozbita, ustawił go na zasiekach z drutu kolczastego i energicznym ogniem zmusił nieprzyjaciela do ucieczki. 3 VII t.r. G. energicznym kontratakiem odparł nacierających bolszewików. W starciach tych został dwukrotnie ranny, ale nie opuścił stanowiska do zakończenia odwrotu”. Za tę postawę otrzymał Order Virtuti Militari.
Zwolniony z wojska 25 kwietnia 1921. Pracował następnie w rolnictwie i hutnictwie. Od 1929 w Policji Państwowej. Pełnił służbę w Komendzie Powiatowej w Nieświeżu i Zbąszyniu. Poległ pierwszego dnia kampanii wrześniowej podczas walk na stacji kolejowej w Zbąszyniu.

## Życie prywatne
Żonaty z Zofią z d. Juszczyk. Dzieci: Wirginia (ur. 1925), Józef (ur. 1928) i Maria (ur. 1930).

## Ordery i odznaczenia
- Krzyż Srebrny Orderu Wojskowego Virtuti Militari nr 1630[2][3]
- Medal Niepodległości[2]